# Spoorlijn Rottenbach - Katzhütte

De spoorlijn Rottenbach - Katzhütte, ook wel Schwarzatalbahn genoemd, is een Duitse spoorlijn die als Kabelbahn en als spoorlijn 6690 onder beheer staat van DB Netze.

## Geschiedenis
Tot de bouw van het toevoertraject tussen Rottenbach en Katzhütte werd door de Preußische Staatseisenbahnen op 8 april 1895 besloten. Dit traject werd in drie etappes geopend:
- 16 december 1899: Rottenbach - Königsee
- 27 juni 1900: Köditzberg - Sitzendorf
- 18 augustus 1900: Sitzendorf - Katzhütte

In de periode van 1949 tot 1990, toen het gebied in de DDR lag, reden over deze lijn ook goederentreinen, voor transport van uit dit gebied afkomstig hout en glas. Ook reden er toen op deze lijn passagierstreinen helemaal tot Leipzig Hauptbahnhof. Na de Duitse hereniging in 1990 is de lijn wegens renovatie van 2000-2002 gesloten geweest.

## Treindiensten

### DB
De Deutsche Bahn verzorgt het personenvervoer op dit traject met RB treinen van de serie 641.

## Aansluitingen
In de volgende plaatsen is aansluiting op andere spoorlijn:

### Rottenbach (Thüringen)
- Arnstadt - Saalfeld, spoorlijn tussen Arnstadt en Saalfeld

### Köditzberg
- Köditzberg - Königsee, spoorlijn tussen Köditzberg en Königsee

### Obstfelderschmiede
- Oberweißbacher Bergbahn, spoorlijn tussen Obstfelderschmiede en Cursdorf

## Afbeeldingen

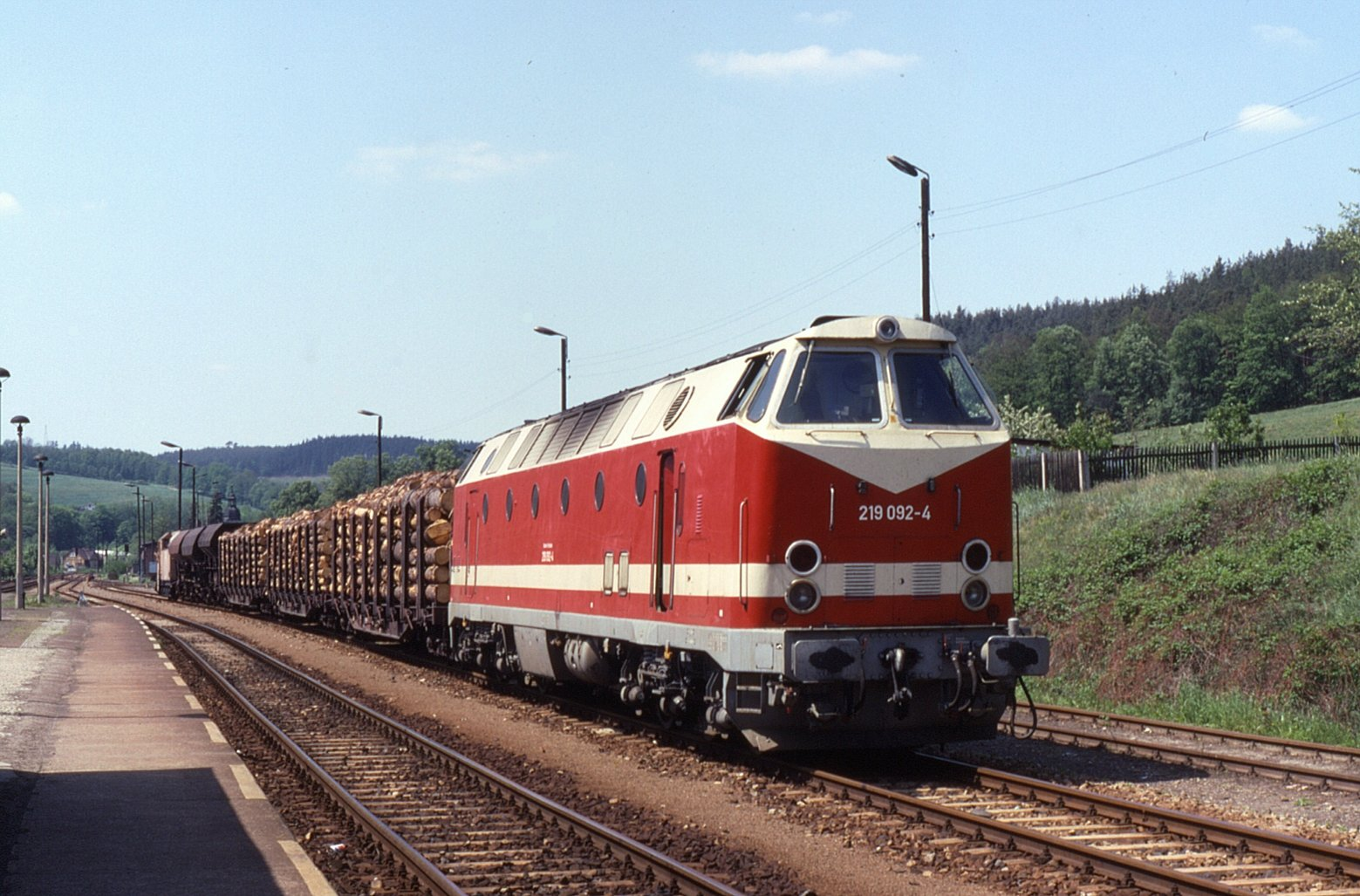
Bij station Rottenbach (1993)
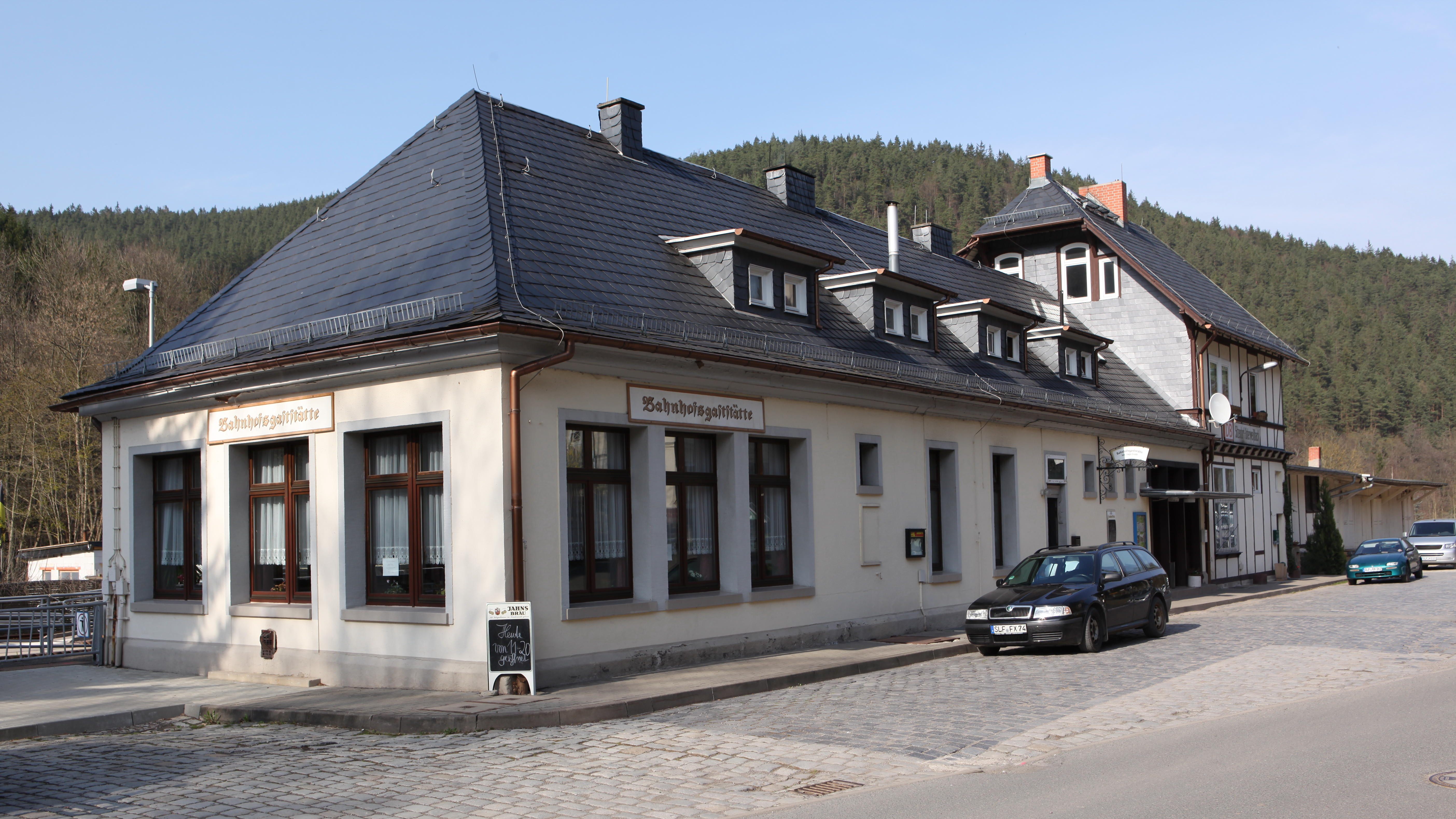
Station Sitzendorf-Unterweißbach
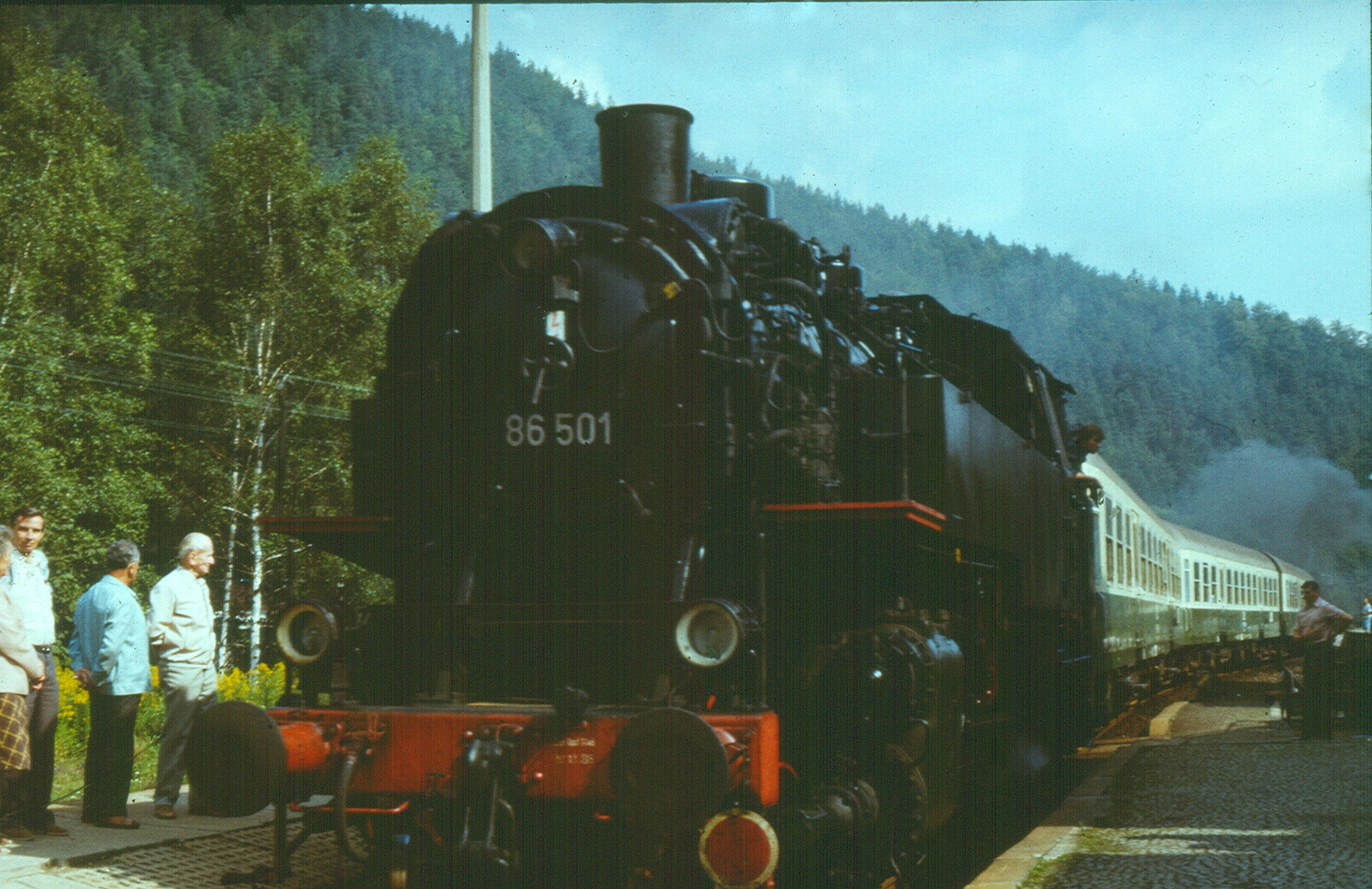
Trein in Sitzendorf-Unterweißbach (1970)
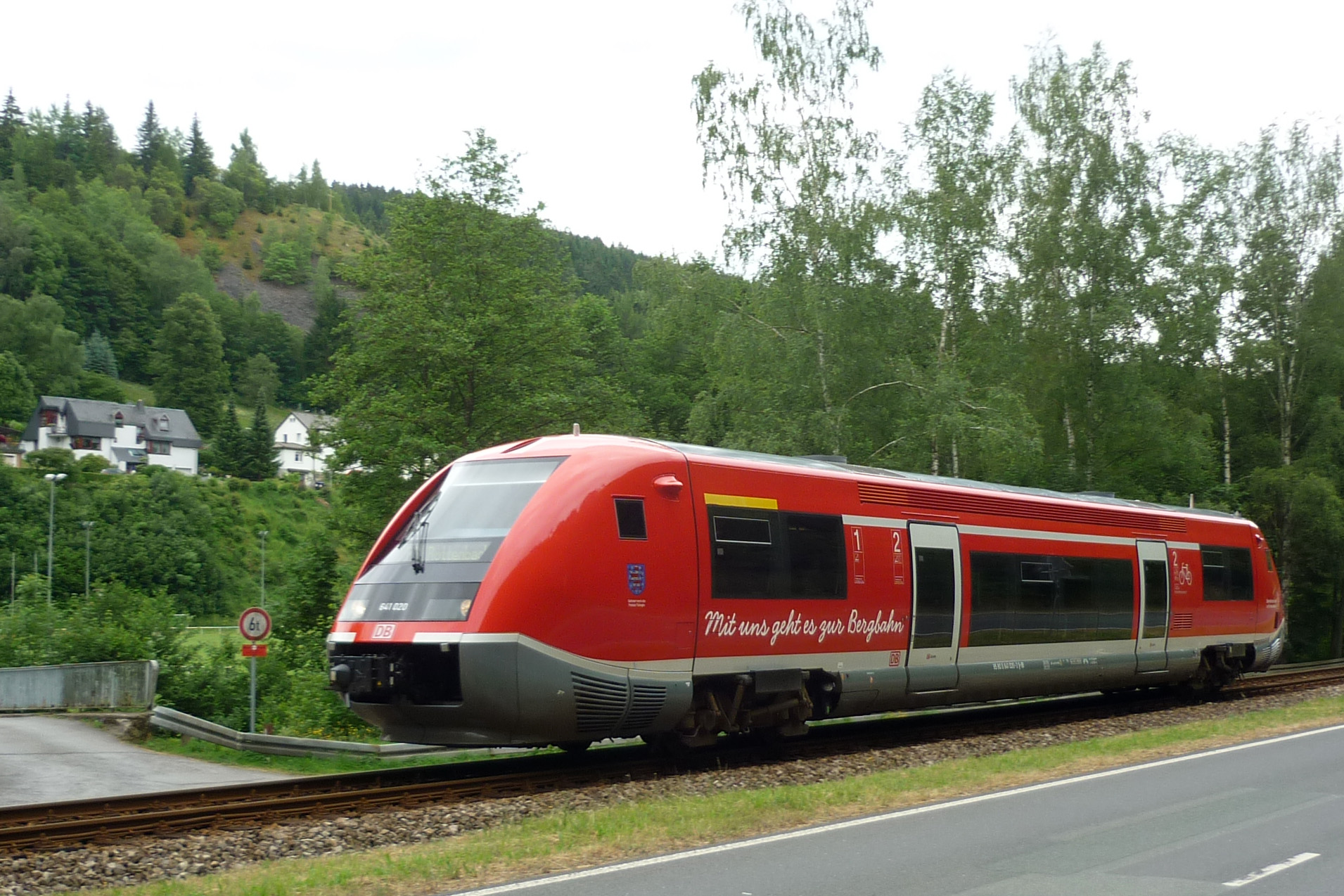
Motorrijtuig type Baureihe 641 bij Mellenbach
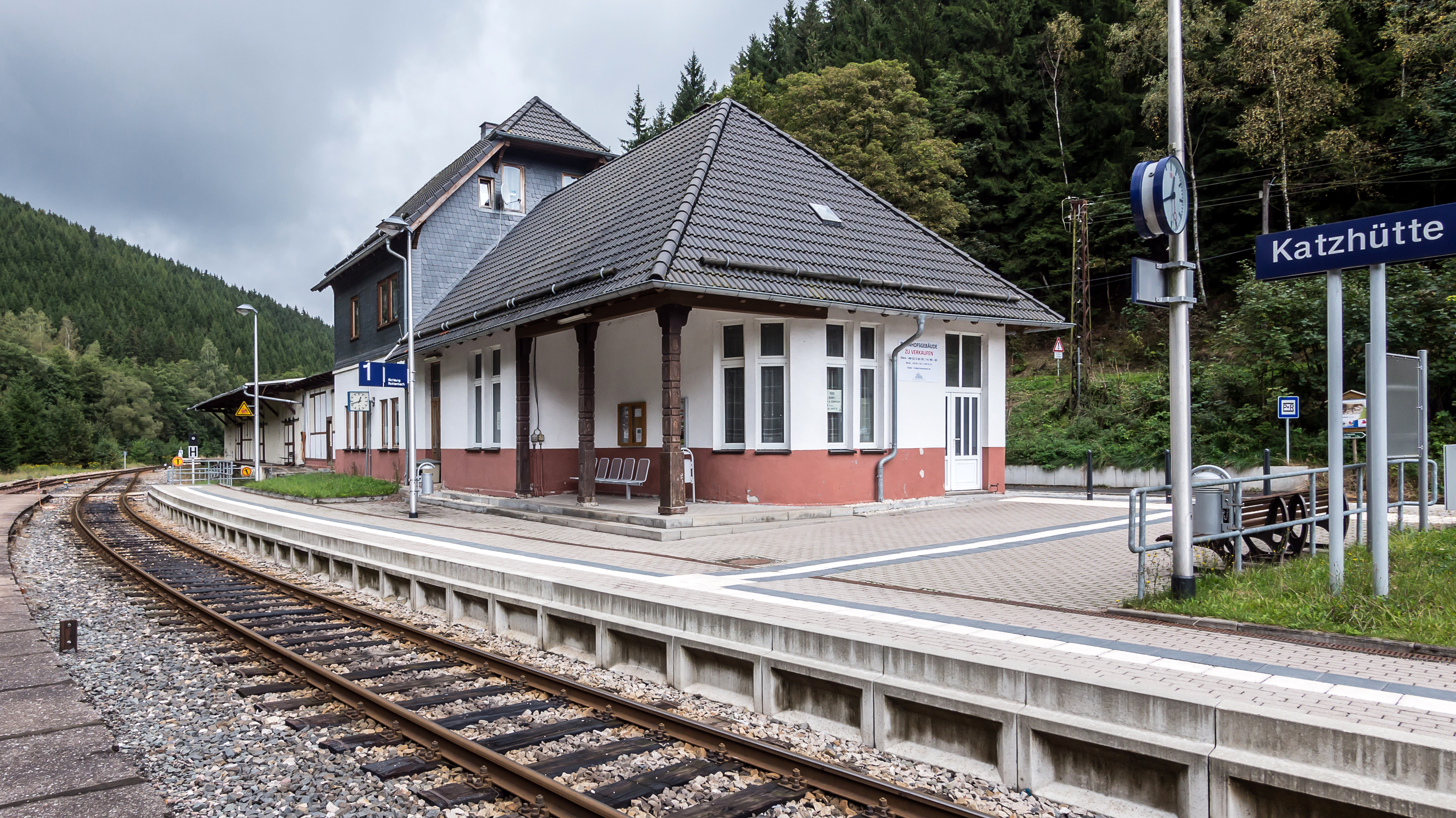
Station Katzhütte